# Vincent Pérez
Vincent Perez (Lausanne, 10 de junho de 1964) é um ator e cineasta suíço. Entre os filmes mais significativos de sua carreira estão Cyrano de Bergerac (1990), A Rainha Margot (1994), A Viagem do Capitão Tornado - 1990 (Il Viaggio de Capitan Fracassa) de Ettore Scola, O Corvo: Cidade dos Anjos (1996)  e Tudo Pela Honra (Fanfan la Tulipe) - 2003.

## Biografia
Após estrelar vários filmes na Europa, teve sua estreia no cinema americano com o filme O Corvo 2 (The Crow: City of Angels) de 1996. É casado com Karine Silla desde 18 de dezembro de 1998, com quem tem três filhos: sua filha mais velha, Iman, (2 de maio de 1999), e seus dois filhos gêmeos, Pablo e Tess, (24 de janeiro de 2003). Ele tem duas cidadanias, suíça e espanhola. Fala francês, espanhol, alemão e italiano, além de inglês. Dentre seus hobbies estão pintar, desenhar e fotografar.

## Filmografia
- A Viagem do Capitão Tornado (Il Viaggio de Capitan Fracassa) - 1990 ..... Baron of Sigognac
- Cyrano de Bergerac - 1990 ..... Christian de Neuvillette
- Indochine - 1992 .....
- A Rainha Margot - 1994 ..... La Môle
- O Corvo: Cidade dos Anjos  - 1996 ...... Ashe Corven (The Crow)
- Trazido pelo Mar - 1997 ..... Yanko Gooral
- Um Tiro no Coração - 1998 ..... Slavko
- África dos Meus Sonhos - 2000 ..... Paolo Gallmann
- A Rainha dos Condenados - 2002 ..... Marius de Romanus
- Tudo Pela Honra - 2003 ..... Fanfan la Tulipe
- Frankenstein - 2004 ..... Deucalion
- O Pecado da Fé - 2004 ..... Intendant Le Bigot
- Arn: O Cavaleiro Templário - 2007 ..... Brother Guilbert
- O Segredo - 2006 ..... Diretor do filme
- Bruc - O Desafio - 2010 ..... Maraval
- Linhas de Wellington - 2012
- 15 Minutos de Guerra - 2019